# Эфипповые
Эфипповые, или пагуаровые, или платаксовые (лат. Ephippidae), — семейство лучепёрых рыб из отряда Moroniformes. Обитают в Атлантическом, Индийском и Тихом океанах. Питаются водорослями и различными беспозвоночными.

## Классификация
- Род Пагуары (Chaetodipterus)[1]
  - Атлантический пагуар (Chaetodipterus faber)
  - Chaetodipterus lippei
  - Chaetodipterus zonatus
- Род Ephippus — Эфиппы, или рыбы-пик
  - Африканский пагуар (Ephippus goreensis)
  - Ephippus orbis — Эфипп, или рыба-пик
- Род Камисеты (Parapsettus)
  - Панамская камисета (Parapsettus panamensis)
- Род Платаксы (Platax)
  - Platax batavianus
  - Platax boersi
  - Голубой платакс (Platax orbicularis)
  - Platax pinnatus — Морской нетопырь, или морской платакс
  - Platax teira
- Род Proteracanthus

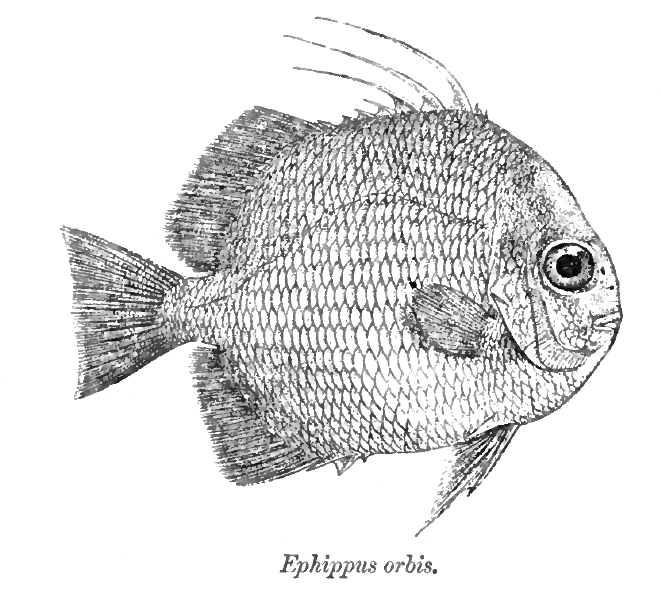
Ephippus orbis

  - Proteracanthus sarissophorus
- Род Rhinoprenes
  - Rhinoprenes pentanemus
- Род Tripterodon — Капские эфиппы
  - Капский эфипп (Tripterodon orbis)
- Род Квинслендские платаксы (Zabidius)
  - Квинслендский платакс (Zabidius novemaculeatus)